# Juliane Koepcke
Juliane Margaret Beate Koepcke, po ślubie Juliane Diller (ur. 10 października 1954 w Limie) – peruwiańsko-niemiecka biolog, prawnuczka niemiecko-polskiego chirurga Jana Mikulicza-Radeckiego, jedyna ocalała pasażerka samolotu należącego do peruwiańskich linii lotniczych Líneas Aéreas Nacionales S.A., który 24 grudnia 1971 rozpadł się na skutek uderzenia pioruna około 3 km nad ziemią. Samolot Lockheed L-188 Electra startował z Limy do Pucallpy.

## Katastrofa lotu LANSA-508
Juliane Koepcke, wówczas 17-letnia, wraz z matką (Marią Koepcke) znajdowała się na pokładzie samolotu, który został trafiony piorunem, a następnie rozpadł się na kawałki. Juliane została wyrzucona z fotelem, przypięta pasem bezpieczeństwa. Doznała złamania obojczyka, urazu oka i zranienia ręki, w której to ranie zalęgły się po kilku dniach owady. Po odzyskaniu przytomności zaczęła szukać pomocy, którą otrzymała po 10 dniach. W artykule dla CNN powiedziała, że odnalazła się dzięki informacjom od ojca, który tłumaczył jej jako dziecku, że należy podążać w dół za strumieniami, które w końcu wpłyną do większej rzeki. Po drodze odnalazła resztki samolotu i trzy kobiety, które nie przeżyły upadku, przytwierdzone nadal do foteli. Po dotarciu do rzeki natrafiła na obozowisko drwali, którym po hiszpańsku wyjaśniła, co się stało. Opatrzyli jej rany i dali jedzenie, a następnego dnia przetransportowali do najbliższego miasta.
Wystąpiła w filmie dokumentalnym pt. Skrzydła nadziei, a swoje przeżycia także opisała w książce Kiedy spadłam z nieba. Po katastrofie była często odwiedzana przez dziennikarzy. Otrzymywała również setki listów; niektóre były zaadresowane po prostu Juliane, Peru, a jednak docierały do Koepcke. W 2009 przekazała w artykule dla CNN, że jej wspomnienia odżywają z każdą katastrofą lotniczą (artykuł ukazał się kilkanaście dni po katastrofie lotu Air France 447):

Po prostu mnie to przeraża. Mam jedynie nadzieję, że dla tych ludzi na pokładzie wszystko poszło szybko.

## Wykształcenie
Koepcke po katastrofie przeprowadziła się do Niemiec. Podobnie jak rodzice, studiowała biologię na Uniwersytecie Chrystiana Albrechta w Kilonii, studia ukończyła w 1980. Otrzymała doktorat na Uniwersytecie Ludwika i Maksymiliana w Monachium i wróciła do Peru celem prowadzenia badań teriologicznych; jej specjalizacją były nietoperze. Opublikowała swoją pracę doktorską Ecological study of a bat colony in the tropical rain forest of Peru, w 1987.
Juliane Koepcke w 1989 poślubiła Ericha Dillera, specjalistę od pasożytniczych os, i zmieniła nazwisko na Juliane Diller. Podjęła pracę w Zoologische Staatssammlung w Monachium. Jej autobiografia, Als ich vom Himmel fiel (Kiedy spadłam z nieba), ukazała się 10 marca 2011 nakładem Piper Verlag; w 2011 otrzymała za nią międzynarodową nagrodę literacką „Corine”. W 2021 odznaczona Krzyżem Orderu Zasługi Republiki Federalnej Niemiec.